# Coryanthes kaiseriana
Coryanthes kaiseriana är en orkidéart som beskrevs av Günter Gerlach. Coryanthes kaiseriana ingår i släktet Coryanthes, och familjen orkidéer.
Artens utbredningsområde är Costa Rica. Inga underarter finns listade i Catalogue of Life.